# Cyril Mandouki
Cyril Mandouki (París, Isla de Francia, 21 de agosto de 1991) es un jugador de fútbol profesional francés que juega como centrocampista y su club es el Stade Laval de la Ligue 2 de Francia. Es internacional con la selección de Martinica.

## Carrera

### Clubes
Mandouki firmó con el Paris FC el 22 de junio de 2017, después de temporadas exitosas en las divisiones inferiores con Créteil y Dunkerque. Hizo su debut como futbolista profesional con el Paris FC en un empate en la Ligue 2 0-0 con Clermont Foot el 28 de agosto de 2017.
| Club             | País    | Año       | Partidos | Goles |
| ---------------- | ------- | --------- | -------- | ----- |
| Sainte-Geneviève | Francia | 2012-2013 | 25       | 8     |
| USL Dunkerque    | Francia | 2013-2016 | 83       | 2     |
| U. S. Créteil    | Francia | 2016-2017 | 30       | 2     |
| Paris F. C.      | Francia | 2017-2024 | 68       | 2     |
| Gaziantep F. K.  | Turquía | 2024-2025 |          |       |
| Stade Laval      | Francia | 2025-     |          |       |

### Selección nacional
Mandouki es descendiente de martiniqueses, razón por la cual podía jugar tanto para Martinica como para Francia, quedándose con la primera opción y por consecuencia fue considerado para la lista provisional de 40 jugadores rumbo a la Copa de Oro de la Concacaf 2019. Terminó debutando hasta el 6 de septiembre de 2019 en un empate 1-1 con Trinidad y Tobago en la Liga de Naciones de la Concacaf 2019-20, marcando el único gol de su equipo.

#### Goles internacionales
| #  | Fecha                   | Lugar                                            | Oponente          | Resultado parcial | Resultado final | Competición                             |
| -- | ----------------------- | ------------------------------------------------ | ----------------- | ----------------- | --------------- | --------------------------------------- |
| 1. | 6 de septiembre de 2019 | Estadio Pierre Aliker, Fort-de-France, Martinica | Trinidad y Tobago | 1–0               | 1–1             | Liga de Naciones de la Concacaf 2019-20 |